# Сегерстедт, Торгни
Торгни Карл Сегерстедт (1 ноября 1876 — 31 марта 1945) — шведский историк религии и журналист.

## Биография
Торгни Сегерстедт родился в Карлстаде, Вермланд, в семье педагога и публициста Альбрехта Сегерстедта (1844—1894) и Фредрики Софии Бохман. В 1901 году он получил степень кандидата богословия в Лундском университете, и в 1903 году стал преподавателем истории религии. Он был преподавателем теологии в Лундском университете с 1904 по 1912 год. Профессор Стокгольмского университета (1913—1917), с 1917 года до своей смерти был главным редактором газеты Göteborgs Handels- och Sjöfartstidning. 
По политическим взглядам либерал и антифашист. После прихода Адольфа Гитлера к власти его газета стала ведущим шведским изданием, посвящённым борьбе с нацизмом. На протяжении всей Второй мировой войны он оставался противником политики шведского правительства, направленной на уступки Третьему Рейху. В 1941 году был на аудиенции у короля Густава V, который нарекал ему за жёсткую антифашистскую позицию и публичные высказывания, что, по мнению короля, могло привести к войне с Германией.
В 1905 году Торгни Сегерстедт женился на норвежке Августе Вильгельмине Синнестведт. Их дети: философ и социолог Торгни Сегерстедт-сын (1908—1999), а также журналистка и политик Ингрид Сегерстедт Виберг (1911—2010).
Торгни Сегерстедт является главным героем шведского фильма Яна Труэля «Суд над покойником» (2012), его роль сыграл Йеспер Кристенсен.

## Труды

### Монографии
- Till frågan om polyteismens uppkomst : en religionshistorisk undersökning. Stockholm: Bille. 1903. Libris 1728366
- Ekguden i Dodona. Lunds universitets årsskrift ; 1905. Lund: Lund universitet. 1905. Libris 11314297
- Mynts användning i dödskulten. Lunds universitets årsskrift. Första avdelningen, Teologi, juridik och humanistiska ämnen, 99-0507131-8 ; 2:2. Lund. 1907. Libris 1840853
- Nordiska vapengudar. Lund. 1911. Libris 3045033
- Religionshistoria och teologi. Lund. 1911. Libris 3045034
- Det religiösa sanningsproblemet. Stockholm: Bonnier. 1912. Libris 649492
- Gammal och ny religiositet. Stockholm: Bonnier. 1915. Libris 2114076
- Händelser och människor. Stockholm: Geber. 1926. Libris 30836
- I dag. Göteborg. 1927. Libris 3045032
- Demokrati och diktatur. Stockholm: Bonnier. 1933. Libris 492458
- Ur spalterna. Stockholm: Bonnier. 1933. Libris 7517
- Mänskligt / [red. av Ingrid Segerstedt Wiberg]. Stockholm: Norstedt. 1948. Libris 70154
- När stormen klarar sikten : artiklar 1933-45 / [förord: Ingrid Segerstedt Wiberg; efterord: Christer Hellmark]. Stockholm: Ordfront. 1980. Libris 7634085. ISBN 91-7324-114-8
- Segerstedt i GHT / idé och bearbetning: Bertil Heddelin … Lund: Beta grafiska. 1984. Libris 7669546. ISBN 91-7862-000-7
- Jag skall bliva dig förbunden- : [brevväxlingen mellan Torgny Segerstedt och Marcus Wallenberg 1919—1940]. Göteborg: Folkuniversitetet akademiska press. 2004. Libris 9773202. ISBN 91-85359-00-9

### Статьи
- Den heliga eken. Ymer 1906
- Les asuras dans la religion védique. Revue de l’histoire des religions 1908
- Skuggan och livet i folktron. Le Monde Oriental 1909
- Buddhistiska paralleller till evangelierna. Kristendomen och vår tid 1909
- Einiges über religiöse Begriffsbildung. Religion und Geisteskultur 1910
- Själavandringslärans ursprung. Le Monde Oriental 1910
- Ausserbiblische Religionsgeschichte. Theologisches Jahresbericht 1908—10
- Nordiska vapengudar. Skrifter tillägnade Pehr Eklund 1911
- Søren Kierkegaard. Kristendomen och vår tid 1913.